# Lessinia
La Lessinia es una zona geográfica situada en su mayor parte en la provincia de Verona y, parcialmente en las de Vicenza y de Trento. Una parte del territorio lessínico constituye el Parco naturale regionale della Lessinia.
Cerrada por el norte por el profundo y selvático Valle dei Ronchi y del majestuoso Grupo de la Carega, delimitada por el este por el Valle del Leogra, al sur por el curso del río Adigio y de la alta llanura de Verona y al oeste del Val Lagarina, es casi una unidad por sí misma en el ámbito de los Prealpes Vénetos. 
De oeste a este se encuentran los valles de Fumane, de Marano y de Negrar (que juntos constituyen una unidad que tiene un carácter más histórico que geográfico: la Valpolicella) y luego los valles de Valpantena, de Squaranto, de Mezzane, de Illasi, los valles Tramigna, de Alpone, de Chiampo y del río Agno. Sus alturas al oeste entran en los Prealpes Vénetos, con cimas entre los 1.500 y los 1.800 m s. n. m., y el grupo del Carega al noreste (que supera los 2.200 m). La cara central se alza en cambio entre los 1.000 y los 1.300 metros.  
Cimas
- Corno d'aquilio
- Monte Tomba
- Cima Trappola

Pasos
- Paso de las Fittanze della Sega

Refugios
- Malga Lavachione
- Malga Lessinia
- Rifugio Podesteria
- Rifugio Bocca di Selva
- Rifugio Prima Neve
- Malga Castelberto
- Malga San Giorgio

## Referencias

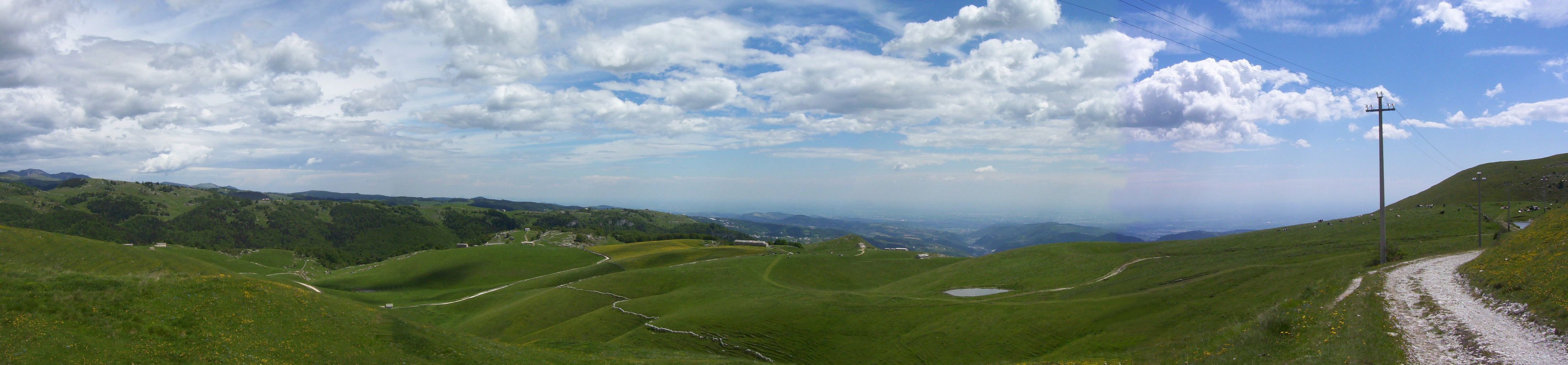
Panorama de la Lessina sobre el paso de las Fittanze della Sega.

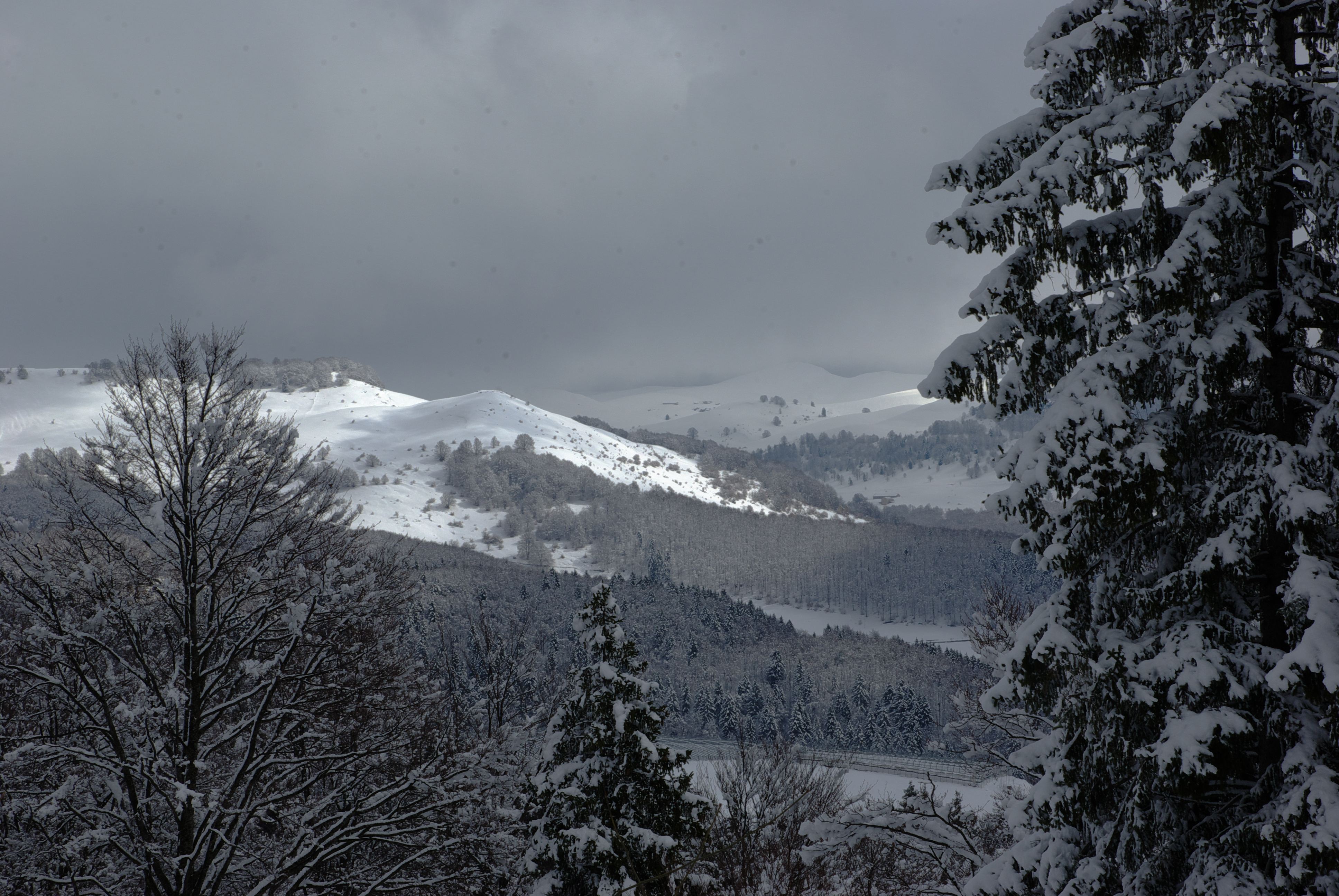
Panorama sobre Grietz vicino a Bosco Chiesanuova ctg Lessinia 2013

## Proyectos
- Wikimedia Commons alberga una categoría multimedia sobre Lessinia.